# Styloniscus maldivensis
Styloniscus maldivensis es una especie de crustáceo isópodo terrestre de la familia Styloniscidae.

## Distribución geográfica
Es endémica de Maldivas.